# Anna Croci
Anna Croci (Milano, 23 giugno 1972) è un'ex danzatrice su ghiaccio italiana.

## Biografia
Nata nel 1972 a Milano, dopo tre apparizioni ai Mondiali juniores nel 1985, 1986 e 1987, a 19 anni ha partecipato ai Giochi olimpici di Albertville 1992 nella danza su ghiaccio, con Luca Mantovani come compagno, arrivando 13ª.
In carriera ha preso parte a quattro edizioni dei Mondiali (Parigi 1989, 15ª, Halifax 1990, 14ª, Monaco di Baviera 1991, 15ª e Oakland 1992, 13ª) e tre degli Europei (Birmingham 1989, 13ª, Leningrado 1990, 8ª e Losanna 1992, 11ª).

## Palmarès
Con Mantovani
| Internazionali                       | Internazionali | Internazionali | Internazionali | Internazionali | Internazionali | Internazionali | Internazionali | Internazionali |
| Evento                               | 1984–85        | 1985–86        | 1986–87        | 1987–88        | 1988–89        | 1989–90        | 1990–91        | 1991–92        |
| ------------------------------------ | -------------- | -------------- | -------------- | -------------- | -------------- | -------------- | -------------- | -------------- |
| Giochi olimpici invernali            |                |                |                |                |                |                |                | 13°            |
| Campionati mondiali                  |                |                |                |                | 15°            | 14°            | 15°            | 13°            |
| Campionati europei                   |                |                |                |                | 13°            | 8°             |                | 11°            |
| Inter. de Paris                      |                |                |                |                |                |                |                | 6°             |
| Lysiane Lauret Challenge             |                |                |                |                |                |                |                | 3°             |
| Nations Cup                          |                |                |                |                |                |                | 3°             |                |
| Skate America                        |                |                |                |                |                | 9°             |                | 8°             |
| Skate Canada                         |                |                |                |                |                |                | 4°             |                |
| Grand Prix International St. Gervais |                |                |                | 1°             |                |                |                |                |
| Internazionali: Junior               |                |                |                |                |                |                |                |                |
| Campionati mondiali                  | 12°            | 8°             | 4°             |                |                |                |                |                |
| Autumn Trophy                        |                | 2°             |                |                |                |                |                |                |